# Frécourt
Frécourt is een gemeente in het Franse departement Haute-Marne (regio Grand Est) en telt 95 inwoners (2009). De plaats maakt deel uit van het arrondissement Langres.

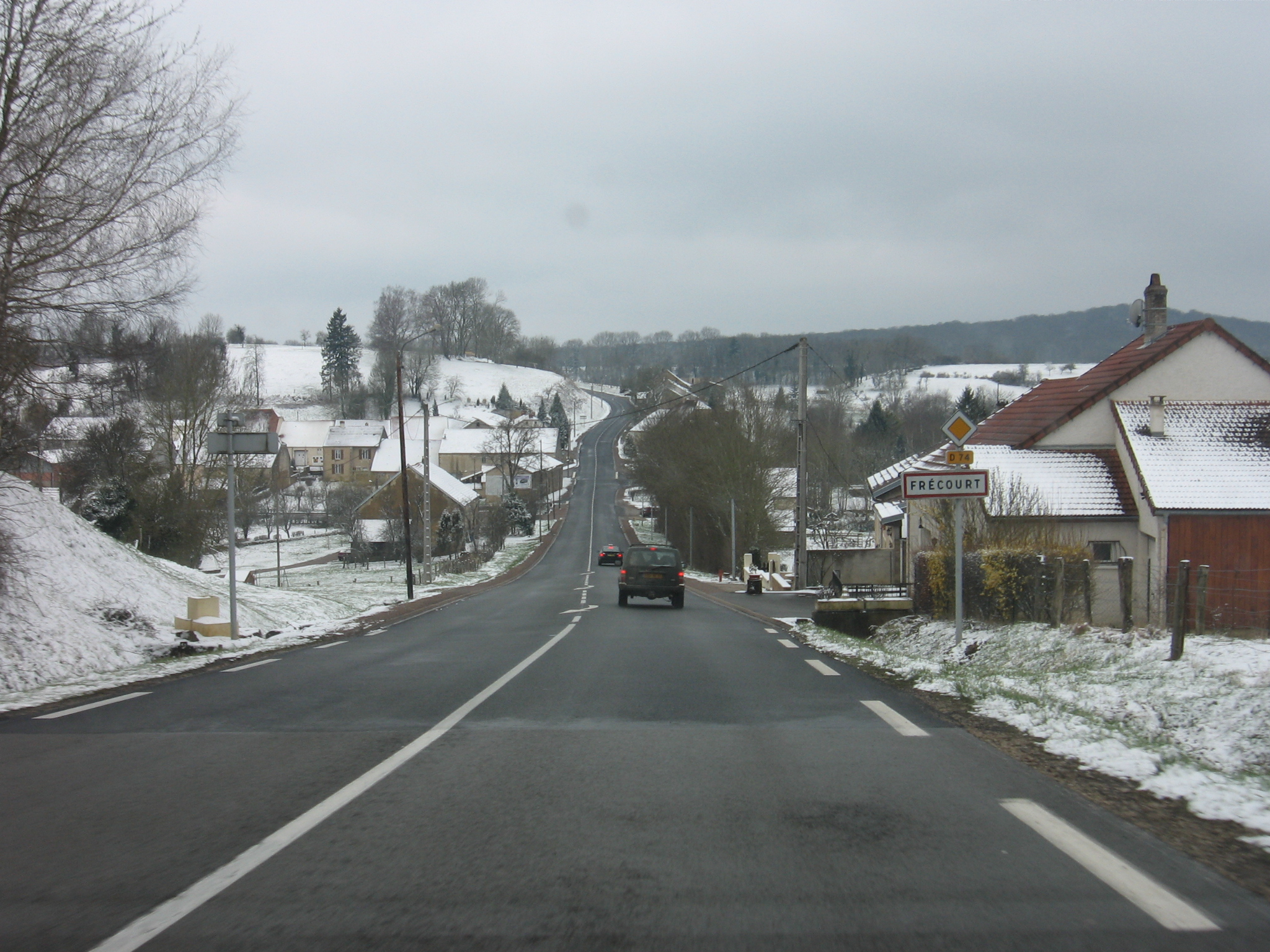
Frécourt

## Geografie
De oppervlakte van Frécourt bedraagt 6,4 km², de bevolkingsdichtheid is dus 14,8 inwoners per km².
De onderstaande kaart toont de ligging van Frécourt met de belangrijkste infrastructuur en aangrenzende gemeenten.

## Demografie
Onderstaande figuur toont het verloop van het inwonertal (bron: INSEE-tellingen).